# Genrenale

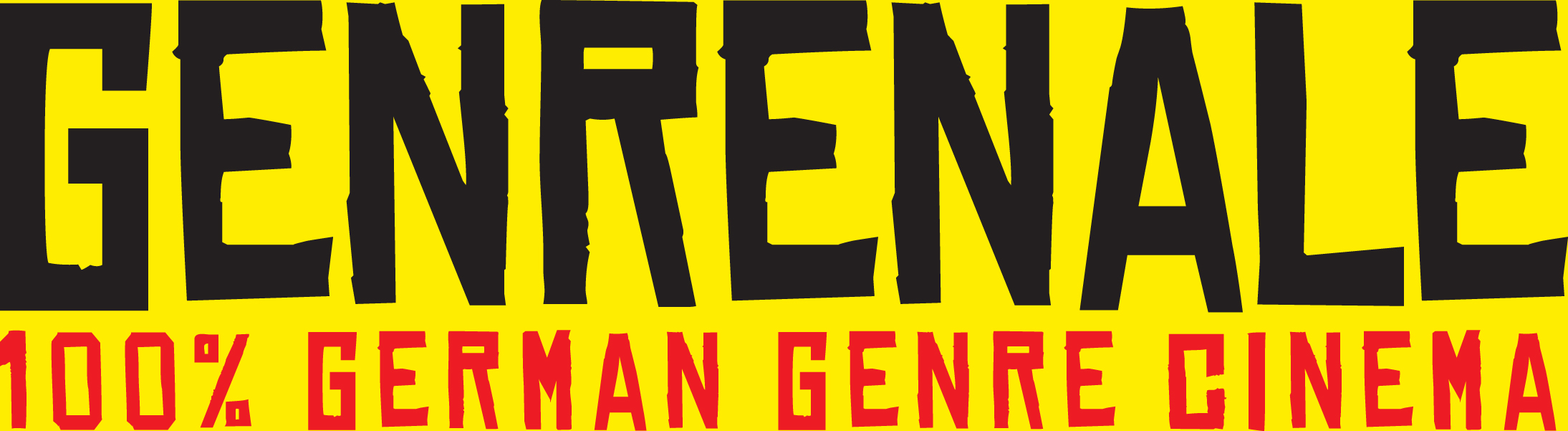
GENRENALE Wortmarke

Die Genrenale (Eigenschreibweise: GENRENALE) ist das erste Filmfestival, das sich ausschließlich dem deutschen Genrefilm widmet. Es findet seit 2013 jährlich parallel zur Berlinale im Februar in Berlin statt. Erkennungszeichen und Logo der Genrenale ist der abgehackte Bärenkopf auf gelbem Untergrund.

## Entstehung
Initiatoren des Festivals sind die Filmemacher Paul Andexel, Krystof Zlatnik und der Grafikdesigner Marcel Weisheit.
Da ihre eigenen Abschluss- bzw. Debütfilme („You missed Sonja und „Land of Giants“) aufgrund des starken Genre-Charakters in Deutschland kaum den Zuspruch von deutschen Filmfestivals fanden, gründeten sie im Jahr 2013 spontan ihr eigenes Festival, um „allen Genrearten, die sowohl im deutschen Fernsehen als auch im Kinofilm zu kurz kommen oder schlicht nicht stattfinden“, eine Plattform zu geben. Zusammen mit der Bewegung „Neuer Deutscher Genrefilm“ steht die Genrenale nach eigenen Angaben dafür ein, „verlorene Vielfalt aufzuzeigen und ein Bewusstsein für deutsche Genrefilme zu schaffen.“
Im Sommer 2016 wurde in einem dreitägigen Genre-Seminar jungen Filmstudenten an der Filmuniversität Potsdam-Babelsberg ein umfangreicher Einblick in die Genre-Filmgeschichte gegeben, Methodiken und filmische Ansätze von Genrefilmen vermittelt und ein Werkstattgespräch mit dem Regisseur und Autoren Christian Alvart abgehalten.
Ziel ist es nicht nur, ausschließlich Genrefilme zu zeigen, sondern mit der „jährlich wiederkehrenden und wachsenden Genrenale entscheidend dazu beizutragen, dass sich der Nährboden für den Genrefilm aus Deutschland verbessert, indem eine bisher fehlende Genrekultur geschaffen wird“.

## Geschichte
Die Genrenale fand 2013 erstmals in der Berliner Kulturbrauerei statt. 300 persönlich eingeladene Gäste konnten damals zu einem knapp zweistündigen Programm begrüßt werden. Schnell wuchs das Festival und konnte ein Jahr später bereits 700 Gäste an einem gesamten Festivaltag im Berliner Kino Babylon empfangen. 2015 fand das Festival bereits an zwei Tagen mit knapp 2300 Besuchern statt. Über 35 Filme wurden aufgeführt, davon 20 Weltpremieren und 3 Langspielfilme. 2016 wurden 34 Filme über 2800 Besuchern gezeigt. 2018 gab es keine Genrenale. 2019 fand die sechste Ausgabe der Genrenale dann erstmals nicht mehr parallel zur Berlinale statt, sondern am Wochenende des Deutschen Filmpreises Anfang Mai. Ebenso änderte sich der Festivalort, das Festival fand im UCI Colosseum in Berlin statt. Gezeigt wurden über 50 Filme an vier Tagen, unter anderem mit der Deutschlandpremiere des luxemburgischen Superheldenfilm „Superjhemp Retörns“ von Regisseur Félix Koch.

## Filmprogramm
Das Festival deckt beinahe das gesamte Genre-Spektrum fernab des deutschen Mainstreams ab. Bei der Auswahl der Filme ist es Bedingung, dass der Film einen Deutschland-Bezug hat. Das bedeutet, dass er entweder in deutscher Sprache gedreht, von deutschen Filmemachern umgesetzt oder in Deutschland gedreht wurde. Neben Deutschland gelten auch Österreich und die Schweiz als »deutsche« Herkunftsländer.
Laut Aussage der beiden Veranstalter soll das Festival die aktuelle Genre-Landschaft Deutschlands widerspiegeln. Aus diesem Grund wurden bisher vorrangig Kurzfilme aufgeführt. Zur GENRENALE3 im Jahr 2015 wurden bereits drei Langspielfilme öffentlich aufgeführt, darunter auch die Deutschlandpremiere des Films „Radio Silence – Der Tod hört mit“. Insgesamt werden derzeit um die 170 Filme pro Jahr eingereicht, deren Auswahl der Programmleiter Krystof Zlatnik vornimmt.
Neben dem Filmprogramm gibt es auch öffentliche Podiumsdiskussionen über die konkrete Fragen zum Thema deutscher Genrefilm. So diskutierten hier unter anderem Filmemacher wie Christian Alvart, Dominik Graf, Rainer Matsutani, Benjamin Munz, Michael Proehl.
Seit 2016 gibt es in Zusammenarbeit mit ARRI Media den ARRI GENRE PITCH, die erste Genre-Pitch-Veranstaltung in Deutschland, bei dem sich genre-affine Autoren mit ihren Stoffen bewerben und vor Ort live vor Produzenten, Verleihern und Filmemachern präsentieren können.

## Preise
Am Ende des Festivals werden unterschiedliche Preise vergeben. So werden im Vorfeld des Festivals über verschiedene Partner der GENRENALE Jurymitglieder gesucht, die auf dem Festival die vier GENRENALE-Preise vergeben. Diese Jurymitglieder dürfen nicht im Filmbereich tätig sein, sondern sollen das normale Publikum widerspiegeln. Die Festivalmacher möchten somit ein Zeichen setzen, dass Filme eher dem Publikum, und nicht Filmschaffenden und Gremien gefallen müssen. Die GENRENALE vergibt undotierte Preise für
- Killer Performance weiblich – Bestes weibliches Schauspiel
- Killer Performance männlich – Bestes männliches Schauspiel
- WTF-Preis – ein frei von der Jury zu vergebener Preis (wofür dieser Preis genau steht, wird von der Jury entsprechend erläutert und bestimmt)
- Best Genrefilm – Bester Genrefilm

Darüber hinaus wurde von TELE5, dem Hauptsponsor, der Anti-Mainstream-Preis auf der GENRENALE3 und GENRENALE4 vergeben.
Uwe Boll vergab auf der GENRENALE3 und GENRENALE4 außerdem den THE BOLL.